# ミシェル・メイリンク
ミシェル・メイリンク（Michelle Meyrink、1962年11月1日 - ）は、カナダの女優。ブリティッシュコロンビア州出身。

## 出演作品
- ダイナマイト・ヴァージン／キッス一発火事の元
- 天才アカデミー
- アウトサイダー（マーシア）